# نیکلاوس فون بومهارد
نیکلاوس فون بومهارد، (زاده ۲۸ ژوئیه ۱۹۵۶) کارآفرین، بازرگان و مدیر ارشد اجرایی آلمانی است، که اکنون به‌عنوان مدیر عامل اجرایی شرکت میونیک ره فعالیت می‌کند.